# Bánkuti Andor
Bánkuti Andor (Budapest, 1908. – 1962. május 30.) magyar nemzeti labdarúgó-játékvezető.

## Pályafutása
Játékvezetésből Budapesten a Budapesti Labdarúgó Alszövetség (BLASz) JT előtt elméleti és gyakorlati vizsgát tett. A BLASz és az MLSZ által üzemeltetett bajnokságokban tevékenykedett. Az MLSZ JT javaslatára NB II-es, majd 1936-tól NB I-es játékvezető. Küldési gyakorlat szerint rendszeres partbírói szolgálatot is végzett. A nemzeti játékvezetéstől 1959-ben visszavonult. NB I-es mérkőzéseinek száma: 105.
| Időpont           | Helyszín                      | Mérkőzés típusa          | Mérkőzés                    | Eredmény | Nézők száma |
| ----------------- | ----------------------------- | ------------------------ | --------------------------- | -------- | ----------- |
| 1936. október 31. | Megyeri úti Stadion, Budapest | első NB I-es mérkőzése   | III. Kerületi TVE–Újpest FC | 1 – 3    | 800         |
| 1959. március 1.  | Vagongyári pálya, Győr        | utolsó NB I-es mérkőzése | Győri Vasas ETO–Csepel SC   | 0 – 0    | 12 000      |